# Katedrala Notre-Dame u Parizu
Katedrala Notre-Dame de Paris (ili jednostavno Notre-Dame; fr.: »Naše Gospe«) katedralna je crkva Pariške nadbiskupije posvećena Blaženoj Djevici Mariji. Nalazi se na jugoistoku Île de la Cité, otočića u središtu Pariza na rijeci Seini. Stoljećima je bila najviša pariška građevina te danas u gradu i u cijeloj Francuskoj predstavlja simbol najviše vrijednosti.
Izgradnja je započela na poticaj biskupa Mauricea de Sullya te se protegnula kroz više od dva stoljeća, od 1163. godine sve do polovice 14. stoljeća. Nakon Francuske revolucije na katedrali su poduzeti značajni i često osporeni renovacijski pothvati koje je vodio arhitekt Eugène Viollet-le-Duc i tijekom kojih su u strukturu i arhitekturu katedrale uvedeni novi elementi i motivi. Ovi pothvati razlogom su da umjetnički stil katedrale nije jedinstven iako su prevladavajući elementi rane i klasične gotike. Dvije rozete koje se nalaze na krajevima transepta najveće su rozete u Europi.
Katedrala Notre-Dame građevina je snažnog simboličnog značenja kako za Katoličku Crkvu u Francuskoj tako i za sveukupno francusko društvo. Bila je mjesto brojnih značajnijih događaja francuske povijesti. Tijekom srednjeg vijeka bila je župna crkva te je 1239. godine u nju pristigla relikvija koja se prema tradiciji smatra Kristovom Trnovom krunom. 1804. uz prisustvo pape Pija VII. u katedrali je okrunjen Napoleon Bonaparte. Nakon što je 1944. godine Pariz oslobođen od njemačke okupacije, pod svodovima katedrale pjevao se himan Magnificat, a 1970. u njoj su slavljeni pogrebni obredi francuskog predsjednika Charlesa De Gaullea.
Vjekovima je katedrala, koja ima status papinske bazilike, bila jedna od najvećih građevina zapadne civilizacije. Bila je nadahnuće brojnim umjetničkim djelima među kojima je i knjiga Victora Hugoa Zvonar crkve Notre-Dame. Od početka 21. stoljeća katedralu godišnje posjećuje oko 14 milijuna turista i hodočasnika, što je čini najposjećenijom građevinom u cijeloj Europi. Godine 2013. katedrala je slavila svoj 850. rođendan.
U večeri 15. travnja 2019. godine katedrala Notre-Dame pretrpjela je razarajući požar koji je uništio drveno krovište katedrale i veliki dio njezine unutrašnjosti. Stoga mnoge činjenice koje će biti navedene u članku su podložne značajnijim promjenama.
Katedrala je dugačka 127 metara i visoka 69 metara. Može primiti 9000 vjernika, od toga 1500 na galeriji.

## Povijest

### Faze izgradnje
Vjeruje se da je na mjestu današnje katedrale na početku kršćanske ere postojao rimsko-galski hram posvećen bogu Jupiteru, čemu svjedoči stup (Nauteški stup) pronađen 1711. godine. Hram je zamijenjen velikom ranokršćanskom bazilikom posvećenom svetom Stjepanu. Nije poznato je li bazilika podignuta krajem 4. stoljeća te zatim arhitekturno preoblikovana, ili je sagrađena tijekom 7. stoljeća uz ponovno korištenje starijih arhitektonskih elemenata. Bazilika je ubrzo postala katedralnom crkvom i za svoje vrijeme bila je građevina ogromnih dimenzija. Pročelje ove bazilike nalazilo se četrdesetak metara zapadnije od današnjeg pročelja te je bilo nešto manje širine, oko 36 metara. Bazilika je bila dugačka 70 metara, što čini skoro polovicu dužine današnje katedrale. Katedrala je uz glavnu lađu imala i četiri sporedne lađe te je bila ukrašena mozaicima. 
Krstionica posvećena svetom Ivanu nalazila se na sjevernom boku katedrale. jezino postojanje posvjedočeno je najkasnije od 452. godine i ostat će očuvano sve do 18. stoljeća.
Od rimskog hrama do današnje katedrale na ovom mjestu nalazilo se nekoliko crkvenih građevina: ranokršćanska bazilika, merovinška bazilika, karolinška katedrala (obnovljena nakon požara iz 857. godine) te na koncu romanička katedrala koja će s vremenom iako je bila dograđivana i proširivana pokazati premalenom za rastuće stanovništvo Pariza.
Godine 1160., biskup Maurice de Sully potaknuo je gradnju nove veće građevine na temeljima stare romanske katedrale. Ova inicijativa dio je sveeuropskog pokreta koji, zbog brzo rastućeg gradskog stanovništva tijekom 11. i 12. stoljeća, zamjenjuje stare katedrale novim građevinama mnogo većih razmjera. Godine 1180. Pariz je imao 25 000 stanovnika, a već 1220. godine broj se udvostručio, što je učinilo Pariz najvećim europskim gradom izvan Italije.
Umjetnost i arhitektura nove građevine nadahnut će se novorođenim gotičkim pokretom koji će započeti gradnjom crkava poput bazilika Saint-Denis iz 1144. godine i katedrala svetog Stjepana u Sensu. U tom trenutku pariška biskupija bila je podređena upravo Senskoj nadbiskupiji. Gradnja počinje 1163. godine, pod kraljevanjem Luja VII. da bi se završila 1345. godine u vrijeme kraljevanja Filipa VI..

#### Prva faza (1163. – 1250.)
Stara tradicija koju iznosi u svojoj kronici Memoriale Historiarum ljetopisac Jean de Saint-Victor, smatrala je da su radovi započeli 25. travnja 1163. godine kada je papa Aleksandar III. položio kamen temeljac uz prisustvo kralja Luja VII. Većina radova su pod nadzorom biskupa Mauricea de Sullya (1160. – 1197.) i njegova nasljednika Odona de Sullya (1197. – 1208.) Prva faza odvijala se pod četiri različita majstora čija imena nisu zabilježena:
- 1163. – 1182.: izgradnja svetišta (prostora oko središnjeg oltara) te deambulatorija. Prema kroničaru Roberte de Torigniju svetište je završeno 1177. godine, a središnji oltar posvetio je kardinal Henri de Château-Marçay, papin poslanik, 19. svibnja 1182. godine
- 1182. – 1190.: dovršetak četiri stražnja svoda središnje lađe nakon čega se radovi zaustavljaju ostavljajući lađu nezavršenom. Izgradnja bočnih lađa te galerija.
- 1190. – 1225.: izgradnja donjeg dijela pročelja i dva prednja svoda središnje lađe. Pročelje razine rozete gradi se 1220. – 1225.
- 1225. – 1250.: izgradnja gornjeg dijela pročelja i dvaju čelnih tornjeva te bočnih kapela. Kako bi se povećala osvijetljenost unutrašnjosti manje rozete zamijenjene su visokim prozorima. Južni toranj dovršen je oko 1240., a sjeverni deset godina kasnije. Ovime je katedrala skoro dovršena te je postala upotrebljivom za liturgijske obrede. U tom trenutku Francuskom kraljuje sveti Ljudevit.

#### Druga faza (1250. – polovica 14. stoljeća)
Stručnjaci procjenjuju da je početkom 13. stoljeća broj stanovnika u Parizu u nekoliko godina skočio s 25 000 na 50 000. Pariz je tako postao jedan od najvećih europskih gradova. Stare katedrale postale su premale da bi primile sve veći broj vjernika.
Druga faza izgradnje podrazumijeva dodatke, ukrašavanje, popravke i izmjene koje su ponekad bile i značajnije.
Tijekom ove faze graditelji postaju svjesni da pročelja transepta, izgrađena u romanskom stilu, zbog svoje stroge jednostavnosti narušavaju jedinstvo arhitektura jer je glavno pročelje izgrađenu u bogato okićenom gotičkom stilu. Preoblikovanje romanskih pročelja naredio je biskup Renaud de Corbeil (1250. – 1268.). Majstor Jean de Chelles proveo je produženje transepta, isprva prema sjeveru (oko 1250. godine) te zatim prema jugu te je zaslužan za sjeverno pročelje s njegovom predivnom rozetom. Nakon njegove smrti, rad na južnom dijelu transepta i južnom rozetom nastavio je Pierre de Montreuil, koji je također započeo zamjenjivati kontrafore oko svetišta.
Njegov nasljednik Pierre de Chelles gradi 1296. letner te bočne kapele u apsidama oko svetišta. Kapele dovršava Jean Ravy koji je glavni majstor katedrale 1318. – 1344. On nastavlja gradnju kontrafora oko svetišta visine 15 metara. Također je započeo oltarnu pregradu koja dijeli svetište od ostatka katedrale. Godine 1344. zamjenjuje ga njegov nećak Jean le Bouteiller. Nakon njegove smrti 1363. godine radove dovršava Raymond du Temple.

#### Renesansne i barokne intervencije
Renesansni majstori 15. i 16. stoljeća odbacuju gotičku umjetnost kao barbarsku te nastoje svojim radovima prekriti gotičke stupove te prekriti zidove brojnim tapiserijama i draperijama. Barokne skulpture ispunjaju lađe koje su već bile pretrpane bočnim oltarima, grobovima i nadgrobnim spomenicima.

#### 17. i 18. stoljeće
Godine 1625. izgrađena je fontana na platou ispred katedrale. Arhitekt Augustin Guillain, namijenio ju je za izvor pitke vode stanovništvu otočića na kojem se nalazi katedrala. Godine 1699., po željama Luja XIV., Kralja Sunca, izvode se brojna preobraženja unutrašnjosti. Arhitekt Robert de Cotte uklonio je srednjovjekovni letner kojega je zamijenio raskošnim pozlaćenim rešetkama od kovanog željeza ukrašenim zlatnim listovima. Uklanjanjem pojedinih elemenata oltarne ograde poput reljefa, nastoji otvoriti prostor između svetišta i deambulatorija, te ih zamjenjuje pozlaćenim rešetkama. Također je zaslužan i za uklanjanje grobova iz prostora svetišta. Ugrađene su i nove korske klupe te i novi središnji oltar za koji su isklesane skulpture i kipovi koji ga krase i danas, a predstavljaju Luja XIV. i njegovog oca Luja XIII. koji daju svoje zavjete pred Djevicom Marijom s umrlim Kristom u Krilu (Pietà). Godine 1709. kanonik Antoine de La Porte naručuje šest slika iz života Bogorodice Marije za ukras svetišta. Charles de La Fosse je za tu priliku naslikao Poklon kraljeva, sliku koja se danas nalazi u muzeju Louvre.
Godine 1756., kanonici će, smatrajući da je unutrašnjost premračna, zahtijevati uklanjanje srednjovjekovnih vitraja koji su svi, osim rozeta, zamijenjeni običnim prozorskim staklom.
U veljači 1791., odlukom Ustavotvorne skupštine, katedrala Notre-Dame postaje središnjim župnom crkvom Pariza.
Tijekom Francuske revolucije nad katedralom su izvršeni brojni vandalski čini: kipovima židovskih kralja Jude na galeriji kraljeva na središnjem pročelju otrgnute su glave, a uskoro su i cijeli kipovi uklonjeni. Naime vjerovalo se da se radi o francuskom kraljevima dinastije Capet. 21 od 28 glava kao i brojni fragmenti pronađeni su 1977. te se čuvaju u Muzeju srednjeg vijeka u Parizu. Također su uništeni i svi veći kipovi osim onoga Djevice Marije. Kult Razuma preuzima vlast nad katedralom 10. studenog 1793. godine te dekretom katedrala postaje hramom Razuma, a središnji oltar postaje oltarom boginje Razuma. Krajem tog istog mjeseca studenoga, katolička liturgija zabranjena je u cijelom gradu, a katedrala postaje skladištem.

#### 19. stoljeće i obnova
Krajem revolucionarne diktature te nedugo nakon sklapanja konkordata Francuske države s papom, 18. travnja 1802. godine katedrala je ponovno namijenjena katoličkoj liturgiji. Brzo su izvršene nužne izmjene i obnove kako bi se u prosincu 1804. ondje za cara Francuza okrunio Napoléon Bonaparte. Tom prigodom katedrala je prividno izbijeljena vapnom te ukrašena radovima Charlesa Perciera i Pierrea Fontainea koji su trebali sakriti njezino zapušteno stanje.
Nakon kraja napoleonskog doba, katedrala se nakon desetljeća nebrige našla u tako tragičnom stanju da su gradski upravitelji razmatrali o mogućnosti da je u potpunosti sruše. Romantičarski pisac Victor Hugo, veliki zaljubljenik u Notre-Dame, piše svoj roman Zvonar crkve Notre-Dame (objavljen 1831. godine) koji je imao ogroman uspjeh među publikom te je uspio pobuditi svijest stanovništva o neizmjernoj vrijednosti ove građevine. Ta svijest postala je utoliko snažnija jer su te iste godine opljačkani trezor i zgrada nadbiskupije, a mnogi vitraji su razbijeni od strane protumonarhijskog pokreta u Francuskoj. Ovim je Victor Hugo neizmjerno pridonio očuvanju katedrale Notre-Dame.
Ministarstvo za kult pokrenulo je stoga program obnove. Za vođe obnove izabrani su Jean-Baptiste Antoine Lassus i Eugène Viollet-le-Duc. Državni parlament odobrio im je 1845. godine 2 650 000 franaka. No ovaj maleni budžet iscrpljen je već 1850. godine. Dodijeljeno je stoga novih 12 milijuna. Nakon smrti Lassusa 1857. godine, Viollet-le-Duc sam dovršava radove 31. svibnja 1864. godine.
Prostor ispred katedrale je očišćen i proširen tijekom 1860-ih godina.

#### Nakon obnove iz 19. stoljeća
Socijalistička Pariška komuna iz 1871. godina skoro je uništila katedralu. Nekoliko pobunjenika je čak podmetnulo požare koji su vrlo brzo stavljeni pod kontrolu i nisu prouzročili veće štete.
Katedrala je prošla kroz dva svjetska rata bez velikih oštećenja.
1965. godine 12 visokih prozora središnje lađe i 12 malih rozeta iznad galerija ukrašeni su s 24 vitraja nakon uklanjanja monotonih stakala instaliranih tijekom 18. stoljeća. 
Tijekom 1990-ih godina proces čišćenja fasada, koje su tijekom stoljeće pocrnile usred gradskog onečišćenja, vratio je katedrali bjelinu izvornog kamena.

### Požar
Požar u katedrali izbio je 15. travnja 2019. godine oko 18:20 ispod krova katedrale, a ugašen je petnaest sati kasnije. U požaru su izgorjeli krov i toranj na krovu, a unutrašnjost katedrale, gornji zidovi i prozori teško su oštećeni. Veću štetu spriječio je kameni strop koji je zadržavao krov u plamenu dok se urušavao. Mnoga umjetnička djela i druge relikvije evakuirane su, dok su neke koje su ostale unutra uništene ili oštećene. Dva para orgulja i tri rozete iz 13. stoljeća pretrpjele su malu ili nikakvu štetu.

## Arhitektura
Ističe se simetričnošću i uravnoteženošću arhitektonskih elemenata. Neka od glavnih obilježja katedrale su prostranost, uravnoteženost pročelja, elegancija kontrafora te vrlo vrijedni prozori sa slikama na staklu (vitraži, vitraji). Katedrala je peterobrodna, duga 130, široka 48, a visoka 36 metara. Osnova je zbijena. Dvostruki deambulatorij kora nadovezuje se neposredno na bočne brodove, a kratki transept jedva prelazi širinu fasade i daje crkvi oblik latinskog križa. Sistem potpornih stupova i lukova koji okružuju cijelu građevinu nose glavni dio težine konstrukcije. Potporni lukovi i stupovi raspoređeni su u više redove u vidu kaskada. Zapadno pročelje katedrale primjer je gotičke elegancije. Pročelje uokviruju dva zarubljena tornja. Strelasti završeci uobičajeni u gotici nisu nikad bili izvedeni, tako da kule završavaju terasastim krovovima. Potporni stupci pojačavaju uglove kula i dijele pročelje na tri glavna dijela. Rješenje je trokatno. Na zapadnom pročelju skulptura je teško oštećena za vrijeme Francuske revolucije. Gotički je vertikalizam unutrašnjeg prostora kao i veliki prozori u prozorskom zidu, kao i lakoća i vitkost oblika.
Tri portala na glavnom ulazu su raskošno ukrašena. Unutrašnjost katedrale je bogata kipovima, nadgrobnim spomenicima i crkvenim namještajem. U riznici se čuvaju brojni predmeti umjetničkoga obrta. Temeljitu restauraciju (1845–1864) je vodio francuski arhitekt Eugène Viollet-le-Duc.

## Vanjske poveznice
- Službene stranice Notre Dame de Paris (fr.)(engl.)(šp.)(njem.)